# Juniper Lee
Juniper Lee (originaltitel: The Life and Times of Juniper Lee) är en amerikansk animerad TV-serie skapad av Judd Winick och producerad av Cartoon Network Studios som sändes på Cartoon Network mellan 2005 och 2007.